# Walter Haettenschweiler
Walter «Haetti» Friedrich Haettenschweiler (* 3. Januar 1933 in Zug; † 7. Oktober 2014) war ein Schweizer Grafikdesigner, Schriftentwerfer, Illustrator, Kunstmaler und Plastiker. Bekannt ist er besonders durch seine Schriftart Haettenschweiler.

## Leben und Werk
Haettenschweiler wuchs in Zug auf und absolvierte von 1950 bis 1955 den Vorkurs und eine Ausbildung als Grafikdesigner an der Kunstgewerbeschule Zürich, etwa bei Ernst Keller und Lucie Scherrer-Knisel. Darauf arbeitete er als Hausgrafiker bei Kaffee Hag in Feldmeilen.
1957 gründete Haettenschweiler sein eigenes «Studio für Werbung und Design» (später «Studio Walter F. Haettenschweiler») in Zug. Mit diesem war er Mitglied beim Verband Schweizer Grafiker VSG und beim International Center for the Typographic Arts (ICTA), von letzterem ausgezeichnet bei Typomundus 20/2 (1970). Das Studio realisierte Werbe- und Gebrauchsgrafik für eine Vielfalt ganz unterschiedlicher Kunden, die meisten aus der Region Zug. Haettenschweilers Einfluss auf das Erscheinungsbild der Region Zug war bedeutend: «Kaum einer hat das Gesicht von Stadt und Kanton Zug so geprägt wie Walter Haettenschweiler» schreibt Andreas Faessler im Nachruf der Zuger Zeitung. Bekannte Logos und Schriftzüge gestaltete Haettenschweiler etwa für Firmen wie Hoppe AG in Müstair, Kies- und Betonwerk Risi in Cham oder Confiserie Speck in Zug.
Haettenschweiler bildete viele Lehrlinge aus und gab ihnen zahlreiche Tipps, ihr gestalterisches Auge ins Detail zu schulen. Einige Lehrlinge sind heute selber als Gestalter tätig, wie Sasha Haettenschweiler, Karin Birchler, Philipp Schweiger, Suzanne Trümpler uvm.
Haettenschweiler gestaltete auch für verschiedene nationale Organisationen, etwa ein Plakat für die Messe Basel (1975),  das Logo des Schweizerischen Reisebüroverbands und zwischen 1966 und 1993 diverse Briefmarken für Die Schweizerische Post. Die Ausstellung «HAETTENSCHWEILER: Schriften für die Welt, Logo für Zug», konzipiert und gestaltet von DNS-Transport (Ueli Kleeb, Caroline Lötscher, Martin Stierli), wurde 2006 im mobilen Container des Kunsthauses Zug in Zug und beim Museum für Gestaltung Zürich gezeigt (mit Katalog). Mit der Schau wurde insbesondere das fast vergessene typografische und grafische Werk Haettenschweilers in Erinnerung gerufen.
Dem Fachpublikum weltweit bekannt wurde Haettenschweiler durch die vier Bände von Lettera (1954–1972), einer Sammlung von Titelschriften, von denen er mit Armin Haab die Bände 2 bis 4 herausgab. Haettenschweilers Schriften werden dank Lettera breit genutzt. Stilistisch sind seine Schriftentwürfe der sogenannten Schweizer Typografie zuzuordnen. «Walter Haettenschweiler gehört zu den wichtigsten Titelschriftgestaltern der Schweiz im 20. Jahrhundert» schreibt der Typografie-Spezialist Rudolf Barmettler im Nachruf der Zeitschrift Zett. Die meisten seiner Schriften sind bei Swiss Type Design verzeichnet.
Die 1954 im ersten Lettera nur in Grossbuchstaben publizierte Schrift Schmalfette Grotesk wurde etwa bei Twen oder Paris Match als Titelschrift genutzt. Bei Microsoft Windows ist sie in überarbeiteter Form als Haettenschweiler (patentiert 1995) etwa im Word-Programm verfügbar (auch mit Kleinbuchstaben, in griechischer und kyrillischer Schrift). Die Schmalfette Grotesk wurde 2014 von Jason Walcott als Schmalfette CP wieder neu editiert.
Zeitlebens war Haettenschweiler auch als Kunstmaler und Zeichner aktiv, mit regelmässigen Ausstellungen und einem Künstleratelier in Buonas am Zugersee. Auch realisierte er mehrere Kunst-am-Bau-Arbeiten in der Region Zug, etwa eine Wandmalerei für V-Zug (1960), eine Skulpturengruppe für die Reformierte Kirche Zug (1968) und künstlerische Wandgestaltungen für das Hallenbad Herti in Zug (um 1975) und den Firmensitz von Marc Rich in Zug (um 1980, inklusive Signaletik). Ein Übersichtskatalog zu seinem künstlerischen Werk erschien im Jahr 2000.
1959 heiratete er Beatrice Schnieper, die Familie Haettenschweiler-Schnieper lebte in Steinhausen, Buonas und Zug und hatte fünf Kinder.
Im höheren Alter führte Haettenschweiler in Zug die Galerie Kunst & Krempel. Nach seinem Tod 2014 hinterliess Haettenschweiler einen umfangreichen Nachlass zu seiner Arbeit in grafischer Gestaltung und Typografie und zu seinem künstlerischen Werk.

## Schriftentwürfe (Auswahl)
- Schmalfette Grotesk, 1954
- Grotesk, 1954
- Africaine, 1956
- That Bad Eartha, 1957
- New Fashion, 1957
- Schmale Mediaeval, 1960
- Sacral Letter, 1960
- Maidenform, 1960
- Halbstarke Pica, 1960
- Breitfette Etienne, 1960
- Beggarstaff, 1961
- Yardley, 1967
- Carnaby, 1967
- Knock Out, 1967
- Roaring Twenties, 1967
- Flat Letter, 1967
- Expo, 1967
- Happening, 1967
- Allshadow, 1968
- OP-Letter, 1968
- Busride, 1969
- Coal, 1969
- Haettenschweiler Face, 1970
- Eleonora, 1970
- Timeless, 1971
- Wornout, 1972
- The Ugly American, 1972
- Haetti-Antiqua, 1972
- Lefthand Drive Lineale, 1975[12]

## Ausstellung
2022 widmete ihm das Museum für Gestaltung Zürich eine Ausstellung seines Gesamtwerks mit dem Titel: Haettenschweiler von A bis Z – Schriftgestalter, Grafiker und Künstler.

## Veröffentlichungen
- mit Armin Haab: Lettera 2. A standard book of fine lettering. Standardbuch guter Gebrauchsschriften. Recueil de lettres et caractères. Teufen: Niggli, 1961.
- mit Armin Haab: Lettera 3. A standard book of fine lettering. Standardbuch guter Gebrauchsschriften. Recueil de lettres et caractères. Teufen: Niggli, 1968.
- mit Armin Haab: Lettera 4. A standard book of fine lettering. Standardbuch guter Gebrauchsschriften. Recueil de lettres et caractères. Teufen: Niggli, 1972.